# Lasioglossum hethiticum
Lasioglossum hethiticum là một loài Hymenoptera trong họ Halictidae. Loài này được Ebmer mô tả khoa học năm 1970.